# Wix György
Wix György (Budapest, Ferencváros, 1924. március 11. – Budapest, Józsefváros, 1965. augusztus 29.) orvos, mikrobiológus, egyetemi tanár, Kossuth-díjas (1963), az orvostudományok kandidátusa (1963).

## Élete
Wix Aladár (1891–1942) és Kádár Klára (1896–1953) fia. Orvosi tanulmányait a Debreceni Tudományegyetem, majd a Pázmány Péter Tudományegyetem Orvostudományi Karán végezte, s utóbbin 1947-ben szerezte meg orvosi oklevelét. Ugyanettől az évtől az egyetem Gyógyszertani Intézetében dolgozott Issekutz Béla professzor vezetésével. 1950-től a Központi Biokémiai Kutatólaboratórium, majd a Gyógyszeripari Kutató Intézet munkatársa volt. Mikrobiológiával, enzimkutatással és gyógyszertechnológiával foglalkozott. Nevéhez fűződik a Prednisolon gyártásának megindítása és a Nerobol gyártási technológiájának kidolgozása. Tudományos munkájának eredményességét bizonyítja, hogy ezekkel kapcsolatban tizenegy szabadalmi bejelentést tett. 1965. augusztus 29-én egy autós ütközésben olyan súlyos sérüléseket szenvedett, hogy a kórházba szállítást követően meghalt.
Felesége László Borbála (1926–2002) könyvtáros, író volt, akit 1951-ben Budapesten vett nőül. Gyermekei Wix Klára és Földváriné dr. Wix Katalin (1952–2000).
A Kozma utcai izraelita temetőben nyugszik (5B-7-9).

## Főbb művei
- Gyógyszeripari mikrobiológia (Budapest, 1963)

## Díjai, elismerései
- Kossuth-díj II. fokozat (1963)